# Tyler County, Texas
Tyler County är ett administrativt område i delstaten Texas, USA, med 21 766 invånare (2010). Den administrativa huvudorten (county seat) är Woodville.

## Geografi
Enligt United States Census Bureau har countyt en total area på 2 424 km². 2 391 av den arean är land och 34 km² är vatten.  

### Angränsande countyn
- Angelina County - norr
- Jasper County - öster
- Hardin County - söder
- Polk County - väster